# Albert Le Jeune
Albert Le Jeune (ou Lejeune), né le 31 mars 1873 à Anvers et décédé le 31 janvier 1940 à Auderghem est un homme politique libéral, homme d'affaires et actuaire belge.

## Biographie
Albert Eugène Emmanuel Charles Le Jeune est né le 31 mars 1873 dans une famille de la grande bourgeoisie anversoise. Il est le fils de Charles Le Jeune, homme d'affaires et courtier d'assurances dans le domaine maritime et de Marie Feigneaux. Il épouse Gabrielle Kreglinger le 21 juin 1898 à Anvers.
Il fait des études universitaires et en sort diplômé docteur en droit. De 1908 à 1911, il est juge de commerce.
De 1919 à 1925, il est sénateur libéral de l'arrondissement d'Anvers.
Courtier d'assurance, il est le fondateur de la société d'assurance maritime Alberta et, après le décès de son père, devient président de la Société belge de droit maritime. Il est également vice-président du Comité maritime international et membre du Conseil supérieur de la marine. Il est enfin consul-général de Grèce.
Il était partisan de l'enseignement laïque et a créé deux établissements d'enseignement francophone à Anvers: le Collège Marie-José et le Lycée d'Anvers dont il devient président du Conseil d'administration.
Il décède le 31 janvier 1940 à Auderghem tué de deux coups de carabine par son chauffeur.

## Distinctions
Il s'est vu décerner les distinctions suivantes :
- Chevalier de l'ordre de Léopold (Belgique) ;
- Officier de l'ordre du Mérite maritime (France) ;
- Commandeur de l'ordre de l'Épi d'or de Chine ;
- Commandeur de l'ordre du Sauveur (Grèce) ;
- Commandeur de l'ordre de la Couronne d'Italie.

## Sources
1. ↑  Tisson, « Charles Le Jeune », Le Matin,‎ 29 juin 1909, p. 6 (lire en ligne)
2. 1 2 3 4  (nl) « Ophefmakende moord te Oudergem », Het Handelsblad,‎ 2 février 1940, p. 4 (lire en ligne )
3. ↑  « Nécrologie », Le Soir,‎ 4 février 1940, p. 6 (lire en ligne )

- Liberaal Archief